# Erich Haußmann
Erich Haußmann (* 13. Juli 1900 in Ulm; † 9. September 1984) war ein deutscher Schauspieler.

## Leben
Seine Familie ist ein Zweig der Haußmann von Reudern. Haußmann wurde im Jahre 1918 zum Kriegsdienst eingezogen. Anschließend verweigerte er sowohl eine Ausbildung zum Landwirt als auch eine kaufmännische Lehre. Gegen den väterlichen Willen meldete Haußmann sich beim Ulmer Stadttheater zum Vorsprechen und wurde angenommen. Von Ulm aus ging er über Dresden und Zwickau nach Berlin.
Im Jahre 1933 kam Haußmann zum Film, als er Morgen beginnt das Leben mit seiner eigenen Firma Ethos-Film produzierte und zugleich Hauptdarsteller war. Drei Jahre später spielte er im Karl-May-Film Durch die Wüste eine Hauptrolle, sonst beschränkten sich seine Filmauftritte in der NS-Zeit auf Kleinstrollen wie beispielsweise in Leichte Kavallerie (1935) oder dem Kriegspropagandafilm Dreizehn Mann und eine Kanone (1938). Nach Beendigung des Zweiten Weltkrieges arbeitete Haußmann als Schauspieler weiter und wurde 1962 Mitglied des Berliner Ensembles. Nebenbei spielte er in DDR-Fernsehfilmen mit.
Haußmann war mit der drei Jahre älteren Künstlerin Ruth Wenger, geschiedene Hesse, verheiratet und ist der Vater von Ezard und Großvater von Leander Haußmann.

## Filmografie
- 1928: Der Kampf ums Matterhorn
- 1933: Morgen beginnt das Leben
- 1934: Die Abschieds-Symphonie
- 1934: Gold
- 1934: Schwarzer Jäger Johanna
- 1935: Leichte Kavallerie
- 1936: Durch die Wüste
- 1936: Stjenka Rasin
- 1938: Dreizehn Mann und eine Kanone
- 1939: Eine Frau wie Du
- 1940: Zwielicht
- 1966: Die Tage der Commune (Theateraufzeichnung)
- 1967: Blaulicht – Nachtstreife (TV-Reihe)
- 1971: Optimistische Tragödie (TV)
- 1973: Zement (Fernsehfilm, 2 Teile)
- 1973: Polizeiruf 110: Vorbestraft (TV-Reihe)
- 1974: Der aufhaltsame Aufstieg des Arturo Ui (Theateraufzeichnung)
- 1977: Unterwegs nach Atlantis

## Hörspiele
- 1971: Bertolt Brecht: Die Tage der Commune (Bürgermeister) – Regie: Manfred Wekwerth/Joachim Tenschert (Hörspiel – Litera)